# Lluita als Jocs Olímpics d'estiu de 1964
Als Jocs Olímpics d'Estiu de 1964 celebrats a la ciutat de Tòquio (Japó) es disputaren 16 proves de lluita, totes elles en categoria masculina. Es realitzaren vuit proves en lluita lliure i vuit proves més en lluita grecoromana entre els dies 11 i 19 d'octubre de 1964.
Participaren 275 lluitadors de 42 comitès nacionals diferents.

## Resum de medalles

### Lluita grecoromana
| Prova   | Or                  | Argent              | Bronze               |
| – 52 kg | Tsutomu Hanahara    | Angel Kerezov       | Dumitru Pirvulescu   |
| – 57 kg | Masamitsu Ichiguchi | Vladlen Trostyansky | Ion Cernea           |
| – 63 kg | Imre Polyák         | Roman Rurua         | Branislav Martinovic |
| – 70 kg | Kazim Ayvaz         | Valeriu Bularca     | David Gvantseladze   |
| – 78 kg | Anatoly Kolesov     | Kiril Todorov       | Bertil Nyström       |
| – 87 kg | Branislav Simic     | Jiří Kormaník       | Lothar Metz          |
| – 97 kg | Boyan Radev         | Per Svensson        | Heinz Kiehl          |
| + 97 kg | István Kozma        | Anatoly Roshchin    | Wilfried Dietrich    |

### Lluita lliure
| Prova   | Or                  | Argent           | Bronze              |
| – 52 kg | Yoshikatsu Yoshida  | Chang Chang-Sun  | Ali Akbar Heidari   |
| – 57 kg | Yojiro Uetake       | Hüseyin Akbas    | Aydyn Ibragimov     |
| – 63 kg | Osamu Watanabe      | Stancho Kolev    | Nodar Khokhashvili  |
| – 70 kg | Enyu Valchev        | Klaus Rost       | Iwao Horiuchi       |
| – 78 kg | Ismail Ogan         | Guliko Sagaradze | Mohammad Sanatkaran |
| – 87 kg | Prodan Gardzhev     | Hasan Güngör     | Daniel Brand        |
| – 97 kg | Alexander Medved    | Ahmet Ayik       | Said Mustafov       |
| + 97 kg | Aleksandr Ivanitsky | Lyutvi Akhmedov  | Hamit Kaplan        |

## Medaller
| Posició | País           | Or | Argent | Bronze | Total |
| 1       | Japó           | 5  | 0      | 1      | 6     |
| 2       | Unió Soviètica | 3  | 4      | 3      | 10    |
| 3       | Bulgària       | 3  | 4      | 1      | 8     |
| 4       | Turquia        | 2  | 3      | 1      | 6     |
| 5       | Hongria        | 2  | 0      | 0      | 2     |
| 6       | Iugoslàvia     | 1  | 0      | 1      | 2     |
| 7       | Alemanya       | 0  | 1      | 3      | 4     |
| 8       | Romania        | 0  | 1      | 2      | 3     |
| 9       | Suècia         | 0  | 1      | 1      | 2     |
| 10      | Corea del Sud  | 0  | 1      | 0      | 1     |
| 10      | Txecoslovàquia | 0  | 1      | 0      | 1     |
| 12      | Iran           | 0  | 0      | 2      | 2     |
| 13      | Estats Units   | 0  | 0      | 1      | 1     |